# Los Ausines
Los Ausines è un comune spagnolo di 129 abitanti situato nella comunità autonoma di Castiglia e León.

## Località
Il comune comprende le seguenti località:
- Cubillo del César
- Quintanilla
- San Juan (capoluogo)
- San Quirce
- Sopeña